# 鰺ケ沢警察署
- 鰺ケ沢警察署
- 鰺ヶ沢警察署

鰺ケ沢警察署（あじがさわけいさつしょ）は、青森県西津軽郡鰺ヶ沢町にある青森県警察が管轄する警察署の一つである。

## 管轄区域
- 西津軽郡
  - 鰺ヶ沢町
  - 深浦町

## 沿革
- 1874年（明治7年）2月 - 鰺ヶ沢村大字七ツ石8番地「高沢寺」に見廻方詰所として発足。[2]
- 1877年（明治10年）2月 - 木造警察署鰺ケ沢分署となる。[2]
- 1881年（明治14年）2月 - 鰺ヶ沢村大字本町55番地に新築移転する。[2]
- 1883年（明治16年）8月 - 木造警察署から独立して鰺ケ沢警察署となる。[2]
- 1895年（明治28年）10月 - 鰺ヶ沢町大字本町57番地の代官所跡地に新築移転する。[2]
- 1962年（昭和37年）12月 - 鰺ヶ沢町大字本町207番地（現在地）に新築移転する。[2]
- 1996年（平成8年）6月 - 旧庁舎跡地に現庁舎を新築。[2]

## 組織
- 警務会計課
  - 警務係
  - 広聴・相談係
  - 犯罪被害者支援係
  - 会計係
- 刑事生活安全課
  - 刑事生活安全係
- 地域課
  - 地域係
  - 自動車警ら係
- 交通課
  - 交通係
- 警備課
  - 警備係

## 交番・駐在所
括弧内は所在地を表す。

### 鰺ヶ沢町
- 赤石警察官駐在所（西津軽郡鰺ヶ沢町大字赤石町字宇名原235-2）
- 鳴沢警察官駐在所（西津軽郡鰺ヶ沢町大字北浮田町字外馬屋33-1）
- 舞戸警察官駐在所（西津軽郡鰺ヶ沢町大字舞戸町字下富田29-119）

### 深浦町
- 深浦交番（西津軽郡深浦町大字深浦字苗代沢83-1）
- 岩崎警察官駐在所（西津軽郡深浦町大字岩崎字松原51-17）
- 驫木警察官駐在所（西津軽郡深浦町大字驫木字亀ヶ崎165-1）
- 大間越警察官駐在所（西津軽郡深浦町大字大間越字宮崎浜11-18）
- 北金ヶ沢警察官駐在所（西津軽郡深浦町大字関字栃沢84-16）